# Тайц, Семён Миронович
Семён Миронович (Меерович) Тайц (4 [17] мая 1905, Вильна — 16 ноября 1989, Москва) — советский сценарист, режиссёр, актёр, военный журналист.

## Биография
Родился 4 мая 1905 года в городе Вильна Виленской губернии Российской империи в еврейской семье. Отец — Меер Айзикович Тайц (умер 20 января 1949 в Харбине), мать — Ита Тубиевна Тайц (умерла 28 декабря 1928 в Харбине), брат — Григорий Миронович (Меерович) Тайц.
В 1920-х годах семья Тайц эмигрировала в Харбин, где юношей Семён Меерович работал кондуктором трамвая. Братья Тайц восхищались книгами, спектаклями и песнями, выходившими на родине, и, черпая информацию из советских газет, симпатизировали молодой советской республике. В 1924 году братья Тайц вернулись в СССР из Китая.
В 1925 году поступил в кино отделение Ленинградского института истории искусств, который он окончил в 1930 году, после чего был распределен на работу в московскую киностудию, где первые годы выполнял обязанности ассистента кинорежиссёра и сорежиссёра, потом начал писать сценарии к художественным и научно-популярным кинофильмам.
В конце 1930-х годов женился на Фаине Эммануиловне Подлубной, вдове писателя Григория Киша. Детей у них не было.
Во время Великой Отечественной войны отказался эвакуироваться вместе с киностудией в Новосибирск. Несмотря на то, что по специальности и состоянию здоровья Семён Миронович не подлежал мобилизации, он подал заявление о службе добровольцем и 22 апреля 1942 года был призван Кировским РВК города Москвы. Службу в РККА проходил военным журналистом в редакциях газет 8-й гвардейской общевойсковой армии, а также в редакции военной газеты «Гызыл аскер» («Красноармеец») (полевая почта 91176-А, ответственные редакторы: майор Мамедов Джалил Фарзали-оглы; майор Савенков Иван Егорович) 416-й стрелковой Таганрогской Краснознамённой ордена Суворова дивизии, входившей в состав 5-й Ударной армии 1-го Белорусского фронта.
Вместе с наступающими советскими войсками вступал в освобождённые от захватчиков города: Сталинград, Серафимович, Кантемировка, Старобельск, Барвенково, Запорожье, Одесса, Кишинев, Варшава, Берлин.
В мае 1945 года был назначен инспектором кино главной военной комендатуры Берлина.
За время военной службы был награждён:
- Медаль «За оборону Сталинграда»,
- Медаль «За освобождение Варшавы»,
- Медаль «За взятие Берлина»,
- Медаль «За победу над Германией в Великой Отечественной войне 1941—1945 гг.»,
- Орден Красной Звезды (1945 год[1]),

- Орден Отечественной войны II степени (1985 год).

После демобилизации в апреле 1946 года в звании гвардии старшего лейтенанта вернулся в Москву.
В июне 1948 года за написание сценария «Шма Исраэль» (перевод с иврита: «Слушай, Израиль») арестован органами госбезопасности, осужден 7 августа 1948 года постановлением Особого Совещания МГБ СССР по статье 58-10 часть 1 УК РСФСР (пропаганда или агитация, содержащие призыв к свержению, подрыву или ослаблению Советской власти) на 8 лет исправительно-трудовых лагерей, отбывал наказание в Сосьвинском лагерном отделении ИТЛ «СевУралЛаг» (почтовый ящик 23/3, посёлок Сосьва, Серовский район, Свердловская область) вплоть до освобождения 17 июня 1954 года.
Определением судебной коллегии по уголовным делам Верховного Суда СССР от 31 июля 1956 года постановление от 7 августа 1948 года Особого Совещания МГБ СССР отменено, уголовное дело производством прекращено за недоказанностью предъявленного обвинения.
Член Союза кинематографистов СССР (Московское отделение).
Скончался 16 ноября 1989 года, урна с прахом захоронена в колумбарии Введенского кладбища.

## Фильмография

### Актёр
- 1964  — Я — кинолюбитель

### Сорежиссёр
- 1937  — Каро

### Сценарист
- 1935 — Пастушонок
- 1939 — Московитяне (сценарий для МХАТа, поставлен не был)
- 1940 — Чайковский
- 1946 — Искусство классического танца
- 1946 — Алтайцы
- 1946 — Архангельское
- 1948 — Шма Исраэль
- 1957 — Воплощённая мечта